# Danh sách khu dự trữ sinh quyển tại châu Âu và Bắc Mỹ
Theo Chương trình con người và khu dự trữ sinh quyển của UNESCO, hiện nay có 290 khu dự trữ sinh quyển được công nhận như là một phần của mạng khu dự trữ sinh quyển thế giới ở châu Âu và Bắc Mỹ được phân bố trên 36 quốc gia trong khu vực.

## Danh sách
Dưới đây là danh sách các khu dự trữ sinh quyển ở các quốc gia vùng lãnh thổ thuộc lãnh thổ châu Âu và Bắc Mỹ. Danh sách này không bao gồm các khu dự trữ sinh quyển xuyên lục địa ở Địa Trung Hải và một khu dự trữ sinh quyển thuộc cả hai quốc gia Marocco và Tây Ban Nha đã được phân loại vào Danh sách khu dự trữ sinh quyển tại các nước Ả Rập.

### Albania(1)
- Khu dự trữ sinh quyển xuyên biên giới Ohrid-Prespa (chung với Macedonia) (2014)

### Áo(7)
- Gossenköllesee (1977)
- Gurgler Kamm (1977)
- Bãi bồi Lobau (1977)
- Hồ Neusiedler (1977)
- Großwalsertal (2000)
- Vienna Woods (2005)
- Salzburger Lungau & Kärntner Nockberge (2012)

### Vương quốc Liên hiệp Anh(5)
- Beinn Eighe (1976)
- Braunton Burrows-Bắc Devon (1976)
- Cairnsmore ở Fleet (1976) (bị loại khỏi danh sách)
- Công viên dữ trự tự nhiên Dyfi (1976)
- Loch Druidibeg (1976) (bị loại khỏi danh sách năm 2013)
- Moor House-Upper Teesdale (1976) (bị loại khỏi danh sách năm 2012)
- Vùng bờ biển Bắc Norfolk (1976) (bị loại khỏi danh sách năm 2014)
- Silver Flowe-Merrick Kells (1976) (bị loại khỏi danh sách)
- Taynish (1977) (bị loại khỏi danh sách năm 2010)
- Galloway và phía nam Ayrshire (trước đây là Cairnsmore ở Fleet và Silver Flowe-Merrick Kells) (2012)
- Brighton và Lewes Downs (2014)

### Ba Lan(10)
- Vườn quốc gia Babia Góra (1976)
- Rừng Białowieża (1976)
- Hồ Łuknajno (1976)
- Vườn quốc gia Słowiński (1976)
- Khu dự trữ sinh quyển xuyên quốc gia Krkokonose/Karkonosze (chung với Cộng hòa Séc) (1992)
- Khu dự trữ sinh quyển xuyên quốc gia Tatra (chung với Slovakia) (1992)
- Khu dự trữ sinh quyển Đông Carpath (chung với Slovakia và Ukraina) (1998)
- Puszcza Kampinoska (2000)
- Rừng Tuchola (2010)
- Khu dự trữ sinh quyển xuyên quốc gia Tây Polesie (cùng với Ukraina) (2012)

### Bồ Đào Nha(8)
- Paúl do Boquilobo (1981)
- Đảo Corvo (2007)
- Đảo Graciosa (2007)
- Đảo Flores (2009)
- Vườn quốc gia Peneda-Gerês/Xures (chung với Tây Ban Nha) (2009)
- Berlengas (2011)
- Santana Madeira (2011)
- Khu dự trữ sinh quyển Castro Verde (2017)

### Belarus(3)
- Berezinskiy (1978)
- Rừng Białowieża (1993)
- Pribuzhskoye-Polesia (2004)

### Bulgaria(17)
- Doupkata (1977)
- Kamtchia (1977)
- Koupena (1977)
- Steneto (1977)
- Boitin (1977)
- Tsaritchina (1977)
- Djendema (1977)
- Alibotush (1977)
- Bistrichko Branichté (1977)
- Bayuvi Dupki – Dzhindzhiritsa (thuộc Vườn quốc gia Pirin) (1977)
- Mantaritza (1977)
- Uzunbodzhak (1977)
- Parangalitza (thuộc Vườn quốc gia Rila) (1977)
- Khu bảo tồn thiên nhiên Srebarna (1977)
- Tchervenata sténa (1977)
- Chuprene (1977)
- Vườn quốc gia Trung Balkan (2017)
- Maritchini Ezera (1977) (bị loại bỏ khỏi danh sách năm 2002)

### Canada(18)
- Núi Saint-Hilaire (1978)
- Waterton (1979)
- Long Point (1986)
- Dãy núi Riding (1986)
- Charlevoix (1988)
- Vách Niagara (1990)
- Vịnh hẹp Clayoquot (2000)
- Hồ Redberry (2000)
- Hồ Saint-Pierre (2000)
- Núi Arrowsmith (2000)
- Tây Nam Nova (2001)
- Frontenac Arch (2002)
- Vùng duyên hải Vịnh Georgian (2004)
- Manicouagan Uapishka (2007)
- Fundy (2007)
- Hồ Bras d'Or (2011)
- Beaver Hills (2016)
- Hồ Gấu Lớn (2016)

### Croatia(2)
- Dãy núi Velebit (1977)
- Khu dự trữ sinh quyển xuyên quốc gia Mura Drava Danube (cùng với Hungary) (2012)

### Cộng hòa Séc(6)
- Krivoklátsko (1977)
- Lưu vực sông Trebon (1977)
- Vườn quốc gia Šumava (1990)
- Vườn quốc gia Krkonoše/Vườn quốc gia Karkonosze (chung giữa cộng hòa Séc và Ba Lan) (1992)
- Bílé Karpaty (1996)
- Khu bảo tồn Pálava (2003)

### Đan Mạch(2)
- Đông Bắc Greenland (1977)
- Khu dự trữ sinh quyển Đảo Møn (2017)

### Đức(16)
- Flusslandschaft Elbe (1979)
- Vessertal-Rừng Thüringen (1979)
- Bayerischer Wald (1981) (bị loại khỏi danh sách năm 2007)
- Berchtesgaden Alps (1990)
- Quần đảo Hallig thuộc biển Wadden ở Schleswig-Holstein (1990)
- Khu dự trữ sinh quyển Schorfheide-Chorin (1990)
- Spreewald (1991)
- Rügen (1991)
- Núi Rhön (1991)
- Công viên quốc gia biển Wadden ở Lower Saxony (1992)
- Công viên quốc gia biển Wadden ở Hamburg (1992)
- Oberlausitzer Heide-und Teichlandschaft (1996)
- Vosges du Nord / Pfälzerwald (chung với Pháp) (1998)
- Schaalsee (2000)
- Bliesgau (2009)
- Khu dự trữ sinh quyển Swabian Alb(2009)
- Khu dự trữ sinh quyển Rừng Đen (2017)

### Estonia(1)
- Quần đảo Tây Estonia (1990)

### Hà Lan(2)
- Biển Wadden (1986)
- Maasheggen (2018)

### Hoa Kỳ(47)
- Khu bảo tồn động vật hoang dã quốc gia thuộc Quần đảo Aleutian (1976)
- Vườn quốc gia Big Bend (1976)
- Mũi và Vịnh Cascade Head (1976)
- Đại Bình nguyên Bắc Mỹ (1976)
- Vườn quốc gia Quần đảo Channel (1976)
- Rừng Coram (1976)
- Denali (1976)
- Khu dự trữ sinh quyển Desert ở Utah (1976)
- Vườn quốc gia Everglades và Vườn quốc gia Dry Tortugas (1976)
- Sông Fraser ở Colorado (1976)
- Vườn quốc gia Glacier (1976)
- Rừng thực nghiệm H.J. Andrews (1976)
- Rừng Hubbard Brook (1976)
- Lưu vực sông Jornada del Muerto (1976)
- Luquillo (1976)
- Khu bảo tồn quốc gia Noatak (1976)
- Vườn quốc gia Olympic (1976)
- Đài tưởng niệm quốc gia Organ Pipe Cactus (1976)
- Vườn quốc gia Núi Rocky (1976)
- San Dimas (1976)
- San Joaquin (1976)
- Vườn quốc gia Sequoia - Vườn quốc gia Kings Canyon (1976)
- Stanislaus-Tuolumne (1976)
- Khu vực hoang dã Three Sisters (1976)
- Quần đảo Virgin (1976)
- Vườn quốc gia Yellowstone (1976)
- Vùng ẩm ướt của Beaver Creek (1976)
- Trạm nghiên cứu sinh học Konza Prairie (1978)
- Niwot Ridge (1979)
- Trạm nghiên cứu sinh học của Đại học Michigan (1979)
- Khu dự trữ bờ biển Virginia (1979)
- Quần đảo Hawaii (1980)
- Đảo Royale (1980)
- Big Thicket (1981)
- Rừng Guanica (1981)
- Vùng bờ biển California (1983)
- Vịnh Apalachicola (1983)
- Đồng bằng ven biển phía nam Đại Tây Dương (1983)
- Khu dự trữ sinh quyển sa mạc Hoang mạc Mojave và Colorado (1984)
- Carolinian - Nam Đại Tây Dương (1986)
  - Trung tâm bảo tồn Yawkey
  - Khu bảo tồn ven biển Santee
  - Khu dự trữ Washoo
  - Đảo Capers và Hobcaw Barony
  - Khu bảo tồn hoang dã Mũi đất Romain
- Khu bảo tồn Vịnh Glacier-Đảo Admiralty (1986)
- Khu dự trữ sinh quyển Golden Gate (1988)
- Khu dự trữ quốc gia New Jersey Pinelands (1988)
- Rừng vân sam và linh sam miền Nam Appalachian (1988)
- Hồ Champlain-Công viên Adirondack (1989)
- Vườn quốc gia hang Mammoth (1990)
- Khu giải trí Quốc gia Vùng đất giữa Các hồ (1991)

### Hy Lạp(2)
- Samaria Gorge (1981)
- Đỉnh Olympus (1981)

### Hungary(6)
- Aggtelek (1979)
- Vườn quốc gia Hortobágy (1979)
- Kiskunság (1979)
- Thắng cảnh Fertõ - Hồ Neusiedler (1979)
- Pilis (1980)
- Khu dự trữ sinh quyển xuyên quốc gia Mura Drava Danube (cùng với Croatia) (2012)

### Cộng hòa Ireland(2)
- Đảo Bull (1981)
- Vườn quốc gia Killarney (1982)

### Israel(2)
- Núi Carmel (1996)
- Đồng bằng của Manasseh (2011)

### Latvia(1)
- Khu dự trữ sinh quyển Bắc Vidzeme (1997)

### Liên bang Nga(45)
- Tây Kavkaz (1978)
- Okskiy (1978)
- Khu dự trữ sinh quyển Prioksko-Terrasny (1978)
- Khu dự trữ sinh quyển Sikhote-Alin (1978)
- Vùng Tsentral'no-Chernozemny (1978)
- Đồng bằng sông Volga (Astrakhanskiy) (1984)
- Kronotsky (1984)
- Laplandskiy (1984)
- Pechoro-Ilychskiy (1984)
- Núi Sayan-Shushenskiy (1984)
- Sokhondinskiy (1984)
- Voronezhskiy (1984)
- Tsentral'nolesnoy (1985)
- Barguzinskyi (1986)
- Baikalskyi (1986)
- Tzentralnosibirskii (1986)
- Chernyje Zemli (1993)
- Taimyrsky (1995)
- Ubsunorskaya Kotlovina (1997)
- Daursky (1997)
- Teberda (1997)
- Katunsky (2000)
- Nerusso-Desnianskoe-Polesie (2001)
- Visimskiy (2001)
- Vườn quốc gia Vodlozero (2001)
- Quần đảo Commander (2002)
- Darvinskiy (2002)
- Nijegorodskoe Zavolje (2002)
- Smolensk Lakeland (2002)
- Ugra (2002)
- Vùng bờ biển Viễn Đông (2003)
- Khasansky (2004)
- Kenozerskiy (2004)
- Những ngọn đồi Valdaisky (2004)
- Khankaiskiy (2005)
- Khu dự trữ sinh quyển Trung Volga(2006)
- Great Volzhsko-Kamsky (2007)
- Rostovsky (2008)
- Các ngọn núi vàng của dãy Altai (2009)
- Vùng đồng bằng ngập lũ Volga-Akhtuba (2011)
- Bashkirskiyi Ural (2012)
- Khu dự trữ sinh quyển Khakassia (2017)
- Khu dự trữ sinh quyển Vịnh Kizlyar (2017)
- Khu dự trữ sinh quyển Metsola (2017)
- Khu dự trữ sinh quyển xuyên quốc gia Great Altay (cùng với Kazakhstan) (2017)

### Litva(1)
- Khu dự trữ sinh quyển Žuvintas (2002)

### Macedonia(1)
- Khu dự trữ sinh quyển xuyên biên giới Ohrid-Prespa (chung với Albania) (2014)

### Montenegro
- Lưu vực sông Tara (1976)

### Phần Lan(2)
- Bắc Karelian (bao gồm Petkeljärvi và Patvinsuo) (1992)
- Quần đảo Tây Nam (1994)

### Pháp(13)
- Fakarava (1977)
- Thung lũng Fango (1977)
- Khu bảo tồn thiên nhiên vùng Camargue (châu thổ sông Rhône) (1977)
- Vườn quốc gia Cevennes (1985)
- Iroise (1988)
- Núi Ventoux (1990)
- Vườn quốc gia Guadeloupe (1992)
- Luberon (1997)
- Rừng Fontainebleau (1998)
- Vosges du Nord / Pfälzerwald (chung với Đức) (1998)
- Lưu vực sông Dordogne (2012)
- Đầm lầy Audomarois (2013)
- Mont-Viso - Khu dự trữ sinh quyển xuyên biên giới (chung với Ý) (2013)

### Rumani(3)
- Pietrosul Mare (1979)
- Vườn quốc gia Retezat (1979)
- Châu thổ sông Danube (chung với Ukraina) (1998)

### Serbia(2)
- Golija-Studenica (2001)
- Khu dự trữ sinh quyển Backo Podunavlje (2017)

### Slovakia(4)
- Slovenský Kras (1977)
- Cảnh quan và khu vực bảo vệ Polana (1990)
- Khu dự trữ sinh quyển xuyên quốc gia Tatra (chung với Ba Lan) (1992)
- Khu dự trữ sinh quyển Đông Carpath (chung với Ba Lan và Ukraina) (1998)

### Slovenia(4)
- Julian Alps (2003)
- The Karst (2004)
- Kozjansko & Obsotelje (2010)
- Sông Mura (2018)

### Tây Ban Nha(46)
- Công viên tự nhiên Sierra de Grazalema (1977)
- Khu dự trữ sinh quyển Ordesa-Viñamala (1977)
- Khu dự trữ sinh quyển Montseny (1978)
- Vườn quốc gia Doñana (1980)
- Mancha Húmeda (1980)
- Công viên tự nhiên Las Sierras de Cazorla y Segura (1983)
- Marismas del Odiel (1983)
- La Palma (1983)
- Urdaibai (1984)
- Vườn quốc gia Sierra Nevada (1986)
- Cuenca Alta của sông Río Manzanares (1992)
- Lanzarote (1993)
- Menorca (1993)
- Sierra de las Nieves y su Entomo (1995)
- Công viên tự nhiên Cabo de Gata-Nijar (1997)
- El Hierro (2000)
- Bardenas Reales (2000)
- Khu dự trữ sinh quyển Muniellos, Gran Cantábrica (2000)
- Công viên tự nhiên Somiedo (2000)
- Công viên tự nhiên Redes (2001)
- Las Dehesas de Sierra Moreno (2002)
- Lưu vực sông Minho (2002)
- Valle de Laciana (2003)
- Vườn quốc gia Picos de Europa (2003)
- Monfragüe (2003)
- Valles del Jubera, Leza, Cidacos y Alhama (2003)
- Babia (2004)
- Alto de Bernesga (2005)
- Los Valles de Omaňa y Luna (2005)
- Los Argüellos (2005)
- Área de Allariz (2005)
- Gran Canaria (2005)
- Sierra del Rincón (2005)
- Os Ancares Lucenses e Montes de Cervantes (2006)
- Los Ancares Leoneses (2006)
- Las Sierras de Béjar y Francia (2006)
- Río Eo, Oscos e Terras de Buron (2007)
- Fuerteventura (2009)
- Vườn quốc gia Peneda-Gerês/Xures (chung với Tây Ban Nha) (2009)
- La Gomera (2012)
- Las Ubiñas-La Mesa (2012)
- Khu dự trữ sinh quyển Real Sitio de San Ildefonso-El Espinar (2013)
- Dãy núi Macizo de Anaga (2013)
- Terres de l'Ebre, Catalonia (2013)
- Ponga (2018)

### Thụy Điển(5)
- Hồ Torne (1986) (bị loại khỏi danh sách năm 2010)
- Kristianstad Vattenrike (2005)
- Các đảo trong Hồ Vänern (2010)
- Quần đảo Blekinge (2011)
- Khu dự trữ sinh quyển Cảnh quan sông Dalälven (2011)
- Cảnh quan núi đồi Đông Vättern (2012)

### Thụy Sĩ(2)
- Khu dự trữ sinh quyển Val Müstair-Công viên Naziunal (1979)
- Khu dự trữ sinh quyển Entlebuch (2001)

### Thổ Nhĩ Kỳ
- Camili (2005)

### Ukraina(7)
- Chernomorskiy (1984)
- Askaniya-Nova (1985)
- Khu dự trữ sinh quyển Đông Carpath (1992)
- Châu thổ sông Danube (chung với Rumani) (1998)
- Khu dự trữ sinh quyển Đông Carpath (chung với Slovakia và Ba Lan) (1998)
- Desnianskyi (2009)
- Khu dự trữ sinh quyển xuyên quốc gia Tây Polesie (cùng với Ba Lan) (2012)

### Ý(13)
- Collemeluccio-Montedimezzo (1977)
- Circeo (1977)
- Miramare (1979)
- Cilento và Vallo di Diano (1997)
- Vườn quốc gia Vesuvius và Miglio d'Oro (1997)
- Thung lũng sông Ticino (2002)
- Quần đảo Tuscan (2003)
- Selva Pisana (2004)
- Khu dự trữ sinh quyển cao nguyên Sila (2014)
- Núi Viso - Khu dự trữ sinh quyển xuyên biên giới (chung với Pháp) (2014)
- Khu dự trữ sinh quyển Tepilora, Rio Posada và Montalbo (2017)
- Monte Peglia (2018)
- Thung lũng Camonica (2018)